# 植堯蘭
植堯蘭，清朝政治人物、同進士出身，廣西省梧州府懷集縣人。
光緒十六年（1890年）庚寅科三甲20名進士。同年五月，授内阁中书。